# Getta turrenti
Getta turrenti là một loài bướm đêm thuộc họ Notodontidae. Nó được tìm thấy ở đông nam México (Veracruz, Chiapas) và Guatemala.